# 八脉臭黄荆
八脉臭黄荆（学名：Premna octonervia），为马鞭草科豆腐柴属下的一个种。

## 扩展阅读
維基物種上的相關：八脉臭黄荆